# Ablabesmyia longistyla
Ablabesmyia longistyla är en tvåvingeart som beskrevs av Ernst Josef Fittkau 1962. Ablabesmyia longistyla ingår i släktet Ablabesmyia och familjen fjädermyggor. Arten är reproducerande i Sverige. Inga underarter finns listade i Catalogue of Life.